# Ceratozamia chimalapensis
Ceratozamia chimalapensis Pérez-Farr. & Vovides, 2008 è una pianta appartenente alla famiglia delle Zamiaceae e diffusa nello stato di Oaxaca, in Messico.
Il nome specifico fa riferimento alla foresta del Chimalapas.

## Descrizione
È una pianta di media grandezza con fusto cilindrico lungo 20–100 cm, largo 18–33 cm e ricoperto da catafilli triangolari.
Le foglie pennate, lunghe fino a 244 cm, sono composte da 29-68 paia di foglioline alterne nella parte basale del rachide e opposte nella zona apicale. Quelle giovani sono bianche e tomentose, mentre le foglie mature diventano glabre e di colore verde scuro.
È una specie dioica, con coni maschili eretti, peduncolati, di colore giallo chiaro, lunghi 28–33 cm e di 3–5 cm di diametro. I coni femminili hanno una forma cilindrica, lunghi 35–40 cm, larghi 7,3-10,6 cm e di colore marrone scuro. Sia i microsporofilli che i macrosporofilli sono inseriti a spirale sull'asse del cono e presentano all'apice due caratteristiche proiezioni cornee.
I semi sono ovoidali, lungi 2,5-2,9 cm, larghi 1,5–1,7 cm e di colore beige a maturazione. Sono piante diploidi con 8 coppie di cromosomi.

## Distribuzione e habitat
Questa specie è diffusa nella zona occidentale della Sierra Madre de Chiapas, in Messico.
Cresce nei boschi di querce su terreni argillosi e poveri di humus, ad altitudini comprese tra i 270 e i 1 000 m.

## Tassonomia
In passato questa specie è stata confusa con Ceratozamia matudae e Ceratozamia mirandae, ma se ne distingue soprattutto per la minore lunghezza del peduncolo dei coni maschili e per la forma e il colore di questi ultimi.

## Conservazione
Le popolazioni di C. chimalapensis presenti in natura sono minacciate dagli incendi che, a partire dalla fine degli anni '90, hanno devastato le foreste del Messico. Questi incendi sono causati da stagioni particolarmente secche dovute alla presenza di El Niño. Un'ulteriore minaccia per queste piante è rappresentata dal disboscamento per convertire le terre in pascoli e in piantagioni di caffè.